# مارملخو
مارمُلِخو (به اسپانیایی: Marmolejo) یکی از دهستان‌های استان خائن در کشور اسپانیا است. این شهر با مساحت ۷۸۱ کیلومتر مربع، ۷۳۲۹ تن جمعیت دارد.